# Свидницкий, Анатолий Патрикеевич
Анатолий Патрикеевич Свидни́цкий (Петриченко) (укр. Анатолій Свидницький (1834—1871, Киев) — украинский писатель, общественный деятель и фольклорист, родился в с. Маньковке Гайсинского уезда, на Подолье, в семье священника.

## Биография
Отец семейства Патрикей Яковлевич (1800—1870), начав службу дьячком, в 1836 г. получил сан священника. Отец Патрикей был простым человеком, но любил книги и собрал большую библиотеку.
Мать писателя, Матрёна Лаврентьевна Ганчевская, дочь бывшего униатского священника села Попова Гребля, происходила из шляхты.
Семья Патрикея Свидницкого была немалая — четыре сына и две дочери.
В 1843 году Анатолий поступает в Крутянскую духовную школу (бурсу). Окончил её в 1851 году, после чего поступает в Подольскую духовную семинарию в Каменце-Подольском и, не закончив её, поступил (1856) в Киевский университет на медицинский факультет. Впоследствии перевелся на филологический факультет. Из-за материальных трудностей учёбу в университете не закончил.
Впоследствии учитель в Миргороде (1860—1862) и акцизный чиновник в Козельце (1862—1869). Работал в Козелецком уездном земстве, которое размещалось в доме полковой канцелярии.
В 1863 году женится на дочери козелецкого врача — Елене Величковской.
В июне 1868 года в связи с алкоголизмом Свидницкого переводят на внештатную работу. В то время у него уже было трое детей.
28 марта 1869 году выходит в отставку и переезжает в Киев.
Устроился на должность помощника заведующего архивом Киевского университета, где фактически выполнял обязанности ученого архивариуса и за 1869—1871 годы научно описал много архивных материалов. Эта работа была издана уже посмертно в 1879 году правлением университета.
В сентябре 1870 года едет в Каменец-Подольский в поисках лучшей работы, но безрезультатно.
Умер в Киеве 18 июля 1871 года.
Свидницкий участвовал в тайном Харьковско-Киевском студенческом обществе, целью которого была борьба с царским режимом. Члены общества, в частности, распространяли запрещённую литературу, добивались создания воскресных школ. Свидницкий был инициатором создания воскресной школы на Подоле. В студенческие годы начал писать стихи, к некоторым своим стихотворениям сам писал музыку.
При жизни была напечатана лишь «Горлица» (1860), другие произведения опубликовал в 1901 И. Франко в Литературно-научном вестнике.
Из этнографических статей, написанных Свидницким в 1860—1862, опубликованы только «Пасха у подолян» и статья, направленная против произвола царской администрации «Из Миргорода» (обе в журнале «Основа», 1861). После того, как «Основа» была закрыта и не стало ни одного украинского журнала, Свидницкий опубликовал на русском языке ряд очерков и рассказов в газете «Киевлянин».
Главное произведение Свидницкого — роман «Люборацкие». Это хроника (в значительной степени автобиографическая) упадка священнического рода Люборацких в трех поколениях, на реалистично воссозданном фоне господства польских панов на Подолье, притеснений со стороны царского режима и враждебного украинству официального православия. Широкое тематическое полотно произведения дало основание Ивану Франко назвать его «первым реалистическим романом на бытовом фоне».
Как по содержанию, так и по художественной форме роман «Люборацкие» — промежуточное звено между прозой Г. Квитки-Основьяненко, Марко Вовчок, с одной стороны, — и реалистически-бытовой прозой Ивана Нечуя-Левицкого и Панаса Мирного, с другой стороны. Но на современную Свидницкому литературу роман влияния не имел, так как был опубликован только спустя 15 лет после смерти автора Иваном Франко в журнале «Заря» (1886).